# Kardisa
Kardisa (grčki: Καρδίτσα) je grad u Zapadnoj Tesaliji u središnjoj Grčkoj. Kardisa je glavni grad Prefekture Kardisa. 
Kardisa se nalazi jugozapadno od Palamasa i Larise, zapadno od Farsale i Volosa, sjevernozapadno od Atene, Lamije, Domokosa i Sofadesa, sjeverno od Karpenisija, sjeveroistočno od Arte, Trikale, Grevene i Janjine. 
U Kardisi djeluje Veterinarski fakultet kao ogranak Tesalskog sveučilišta.

## Povijest
Prostor Kardise naseljen je već od 9. tisućljeća pr. Kr.

Kardisa je po nekim izvorima prvi oslobođeni grad u Europi za vrijeme nacističke okupacije. Grad su oslobodile jedinice ljevičarskog pokreta otpora koji je imao snažno uporište u Tesaliji - Grčke narodnooslobodilačke armije.

## Promet
Kardisa je povezana s ostalim grčkim gradovima Grčkom međugradskom cestom GR-30 za Karpenisi, Palamas i Larisu. Kardisa je povezana i željezničkom linijom Trikala - Kardisa - Domokos.

## Rast stanovništva Kardise posljednjih decenija
| Godina | Stanovništvo | Promjena       |
| ------ | ------------ | -------------- |
| 1981   | 27,532       | -              |
| 1991   | 30,067       | +2,535/+9.21%  |
| 2001   | 37,768       | +7,701/+25.61% |

## Vanjske poveznice
- Wifi Zajednica iz Kardise (grč.)
- Mapquest - Kardisa